# غيطل
غيطل أو غيظل كما تعرف محليّاً، قرية سوريّة تتبع إداريّاً لمحافظة حلب منطقة جبل سمعان ناحية تل الضمان، بلغ تعداد سكانها 184 نسمة حسب التعداد السكاني لعام 2004.